# Cyphon palustris
Cyphon palustris là một loài bọ cánh cứng trong họ Scirtidae. Loài này được C. G. Thomson miêu tả khoa học năm 1855.